# Лактат серебра
Лактат серебра — химическое соединение,
соль серебра и молочной кислоты
с формулой CH3CH(OH)COOAg,
светло-серые кристаллы,
растворяется в воде,
образует кристаллогидрат.

## Физические свойства
Лактат серебра образует светло-серые кристаллы.
Растворяется в воде,
слабо растворяется в этаноле.
Образует кристаллогидрат состава CH3CH(OH)COOAg•H2O.